# Rosemary Wyse
Rosemary F. G. Wyse (nacida el 26 de enero de 1957) es una astrofísica escocesa y profesora en el departamento de física y astrofísica en la Universidad Johns Hopkins.

## Educación
Wyse se graduó en la Queen Mary University of London en 1977 Con un Grado en Física y Astrofísica y obtuvo su Doctorado en Astrofísica en el Instituto de Astronomía de la Universidad de Cambridge en 1983.

## Carrera
Wyse se mudó más tarde a los Estados Unidos de América para su investigación postdoctoral en la Universidad de Princeton y la Universidad de California en Berkeley. Su trabajo ha sido principalmente en los campos de la formación galáctica, su composición y evolución.

## Honores y premios
- 1986 Premio Annie Jump Cannon en Astronomía de la Sociedad Astronómica Estadounidense[14]
- 2016 Profesora Blaauw, Instituto Astronómico Kapteyn[15]
- 2016 Premio Brouwer de la Sociedad Astrónomica Estadounidense[16]